# Furstendömet Svaneti

Kingdom of Georgia after dissolution as a unified state, 1490 AD

Furstendömet Svaneti var en historisk monarki som låg i nuvarande Georgien mellan 1463 och 1858.
Det uppgick i Ryssland 1858.